# Paxistima myrsinites
Paxistima myrsinites är en benvedsväxtart. Paxistima myrsinites ingår i släktet Paxistima och familjen Celastraceae.

## Underarter
Arten delas in i följande underarter:
- P. m. mexicana
- P. m. myrsinites

## Bildgalleri

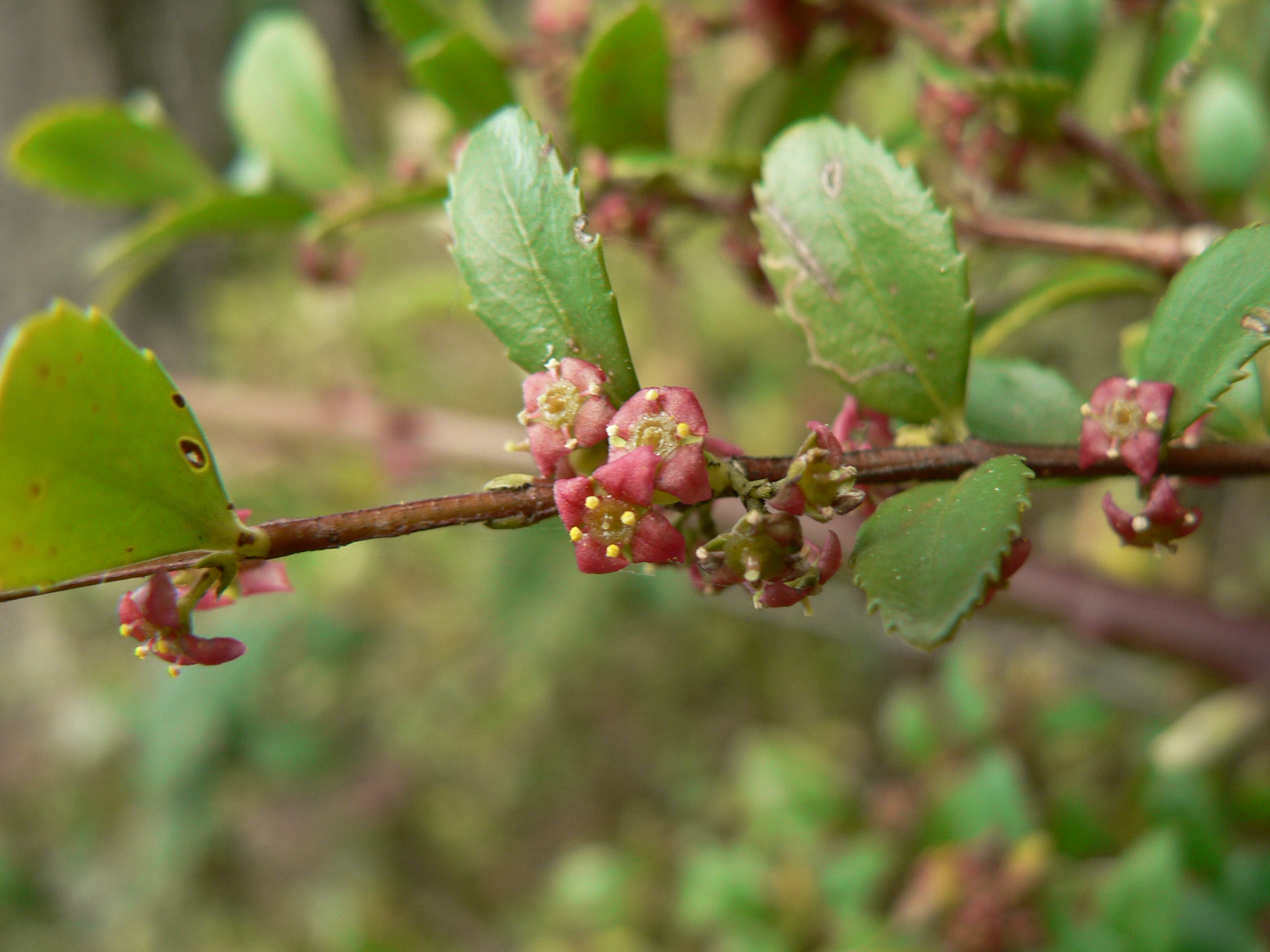
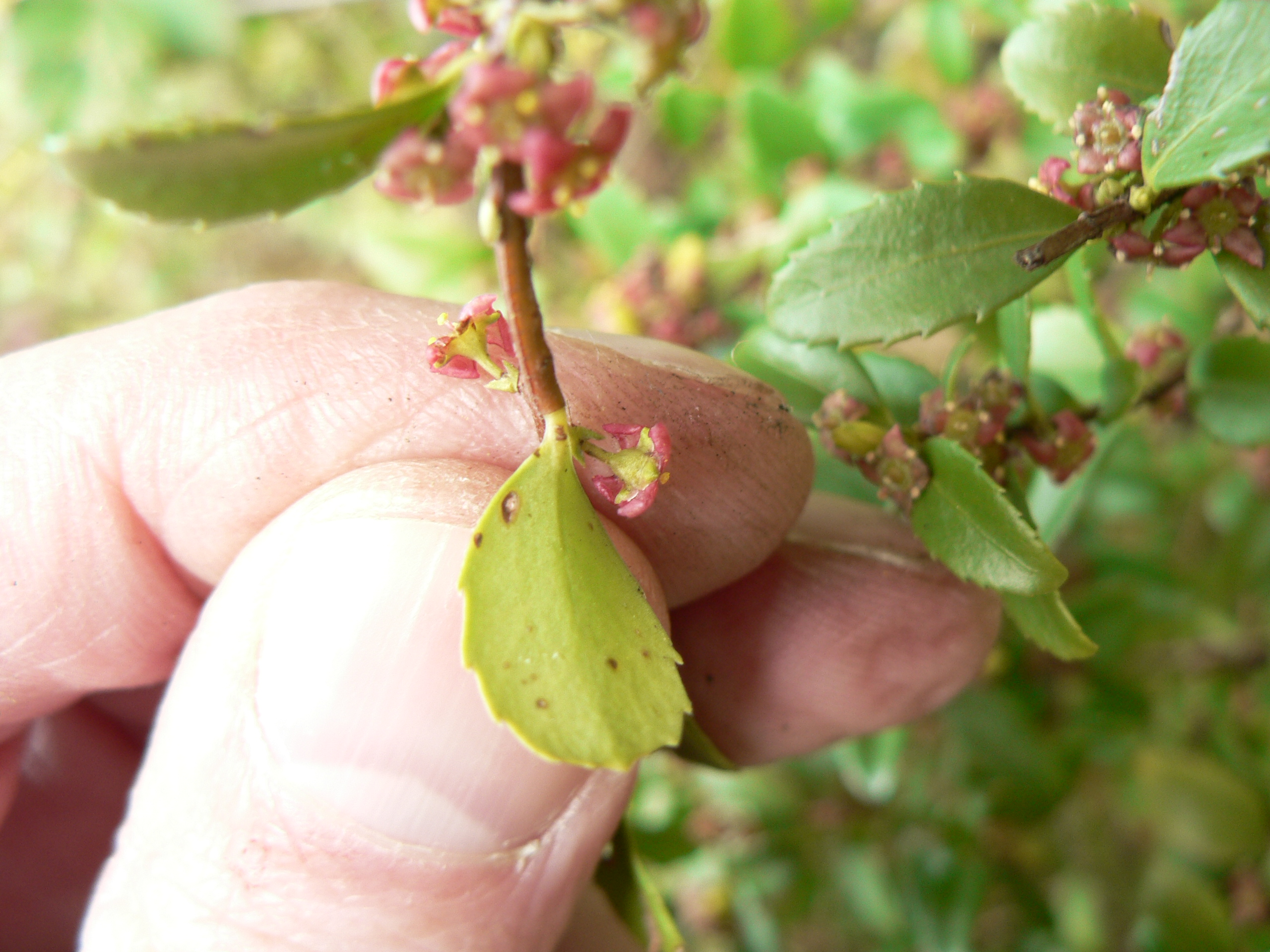
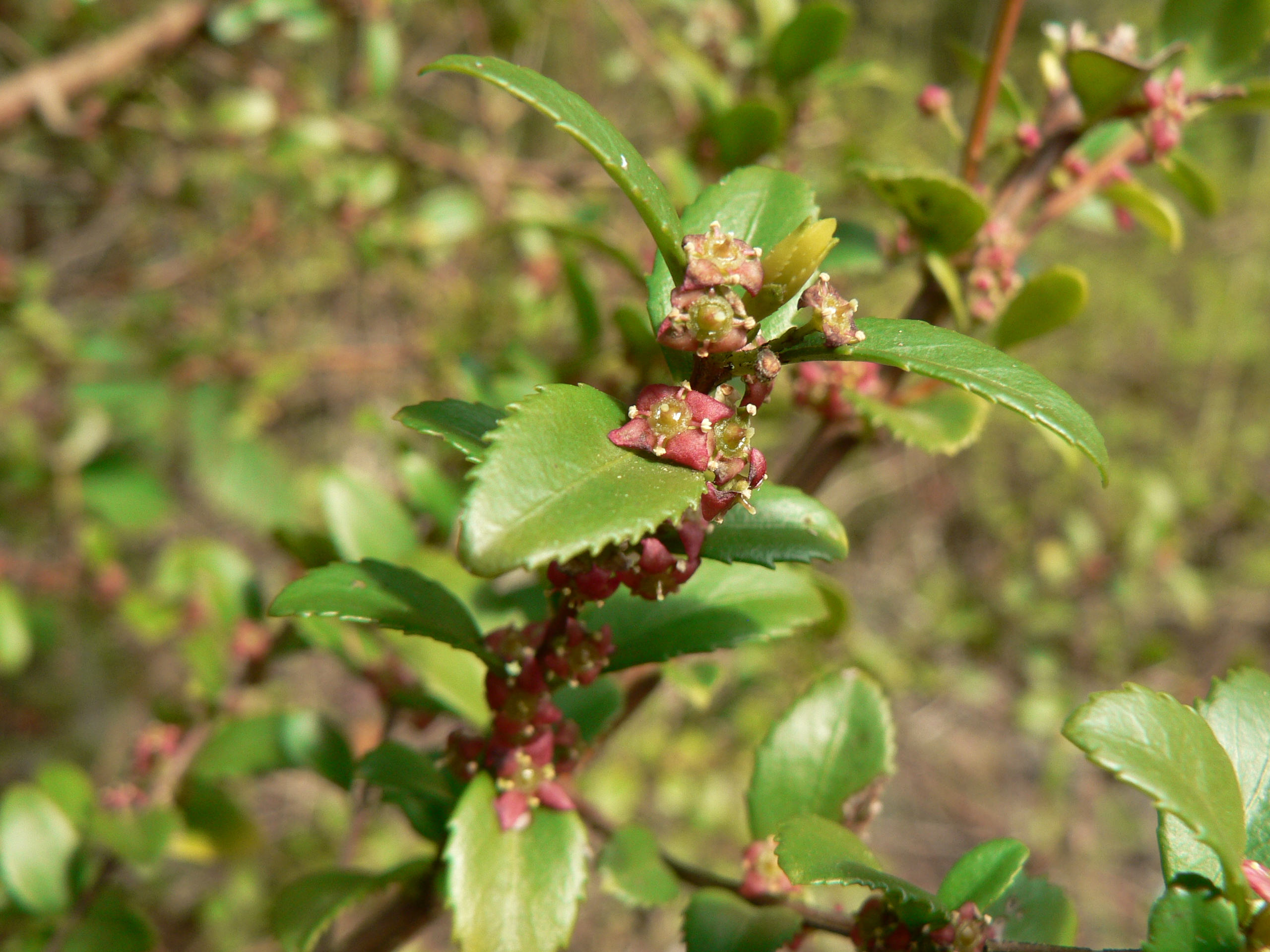
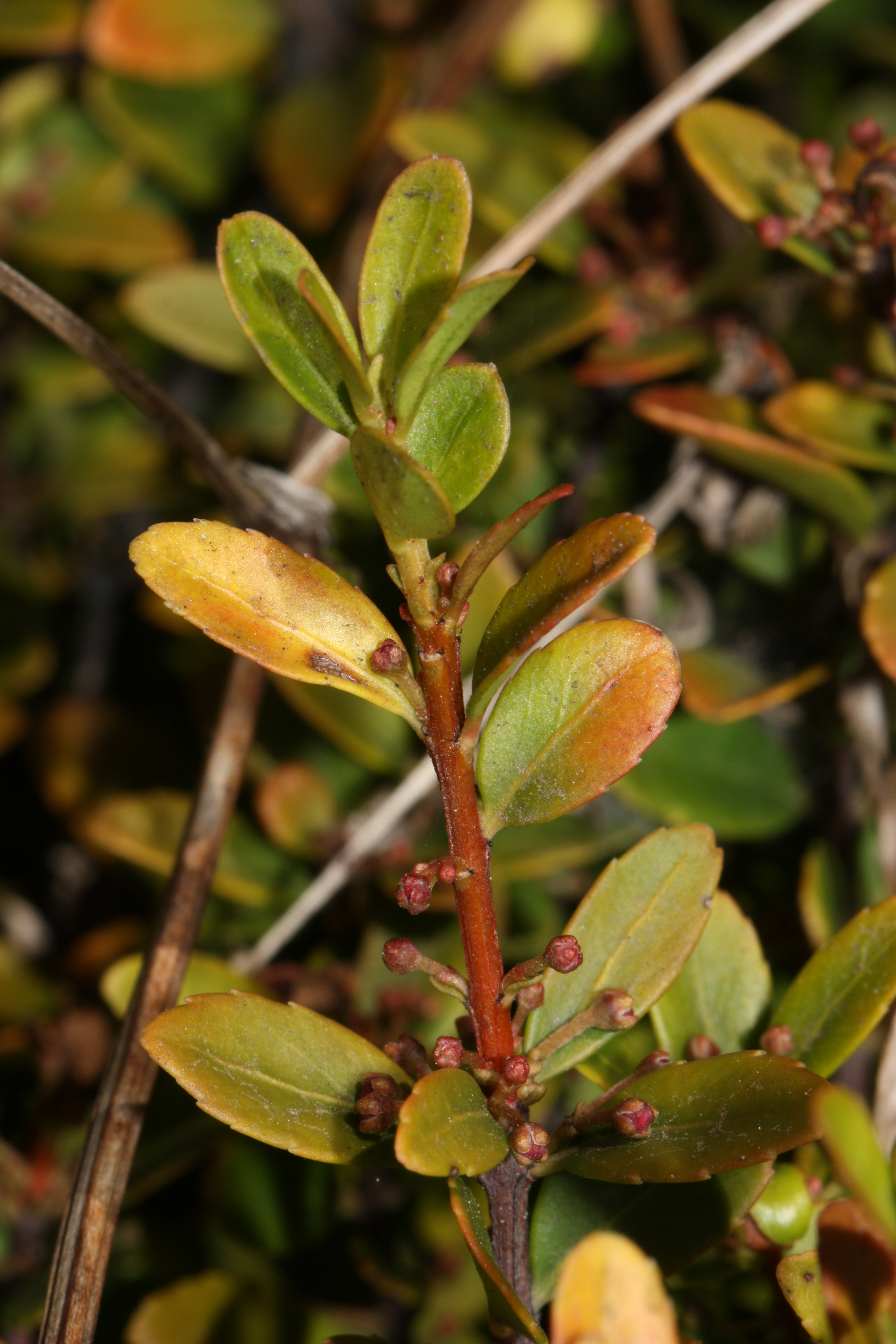
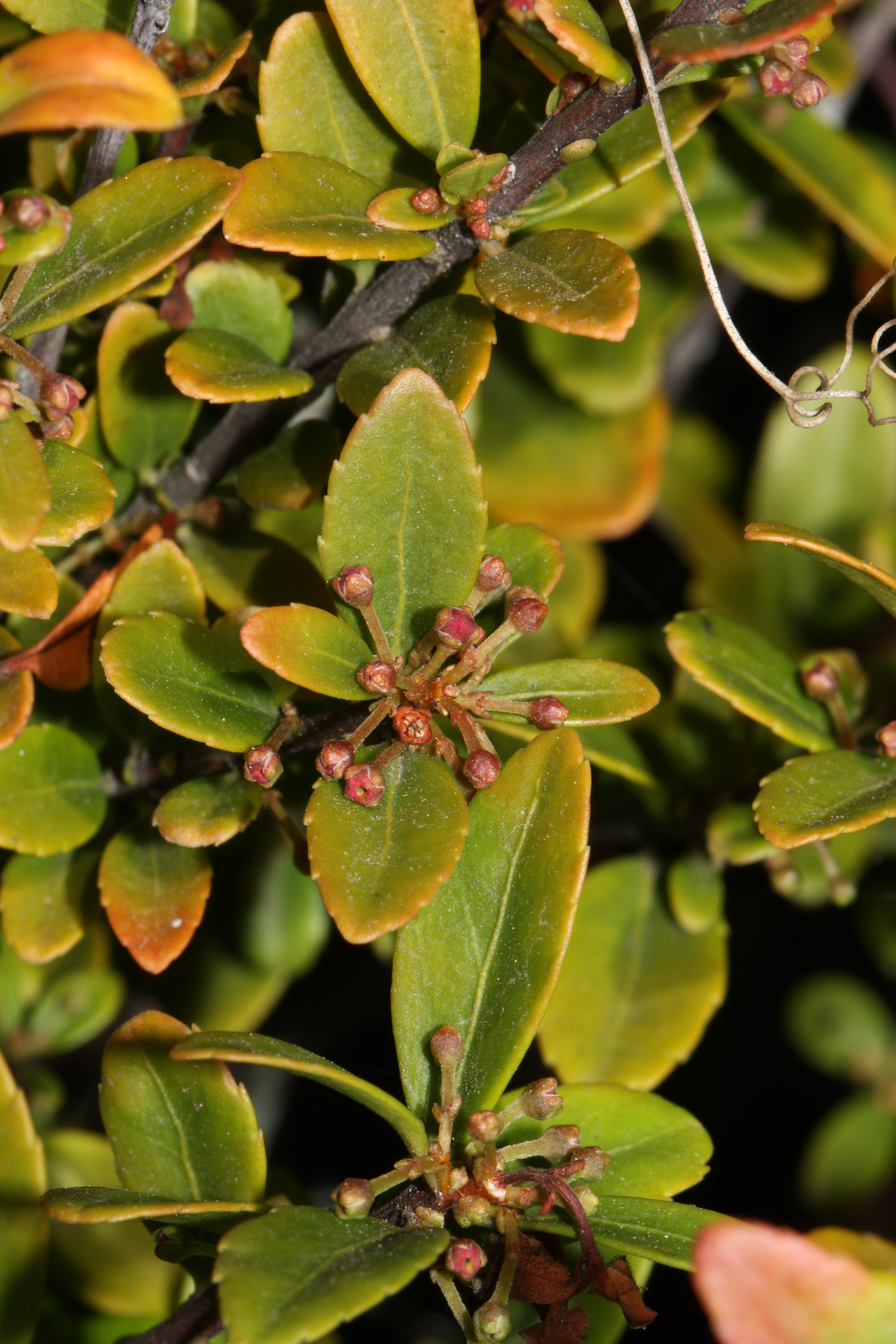
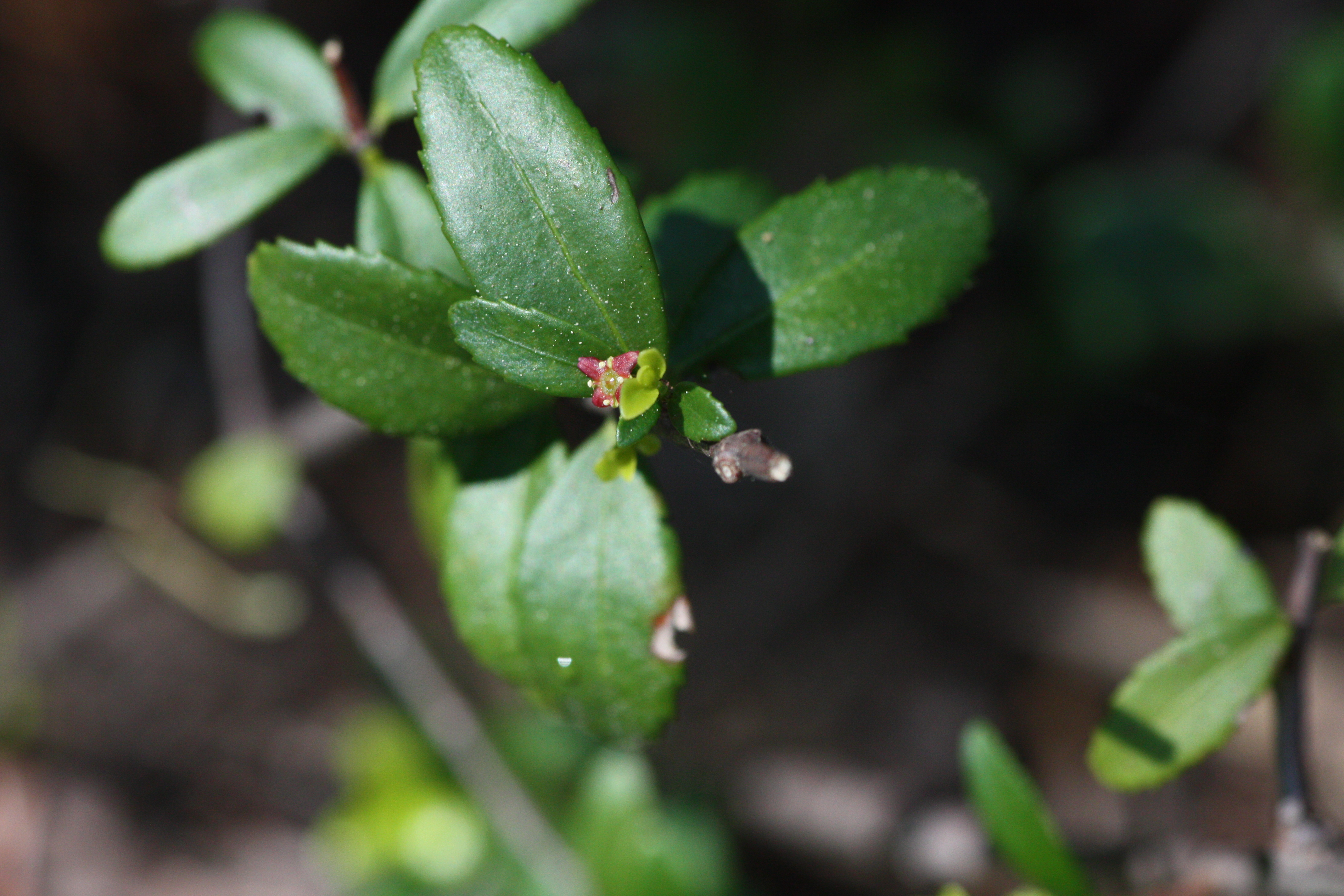